# Gremiale

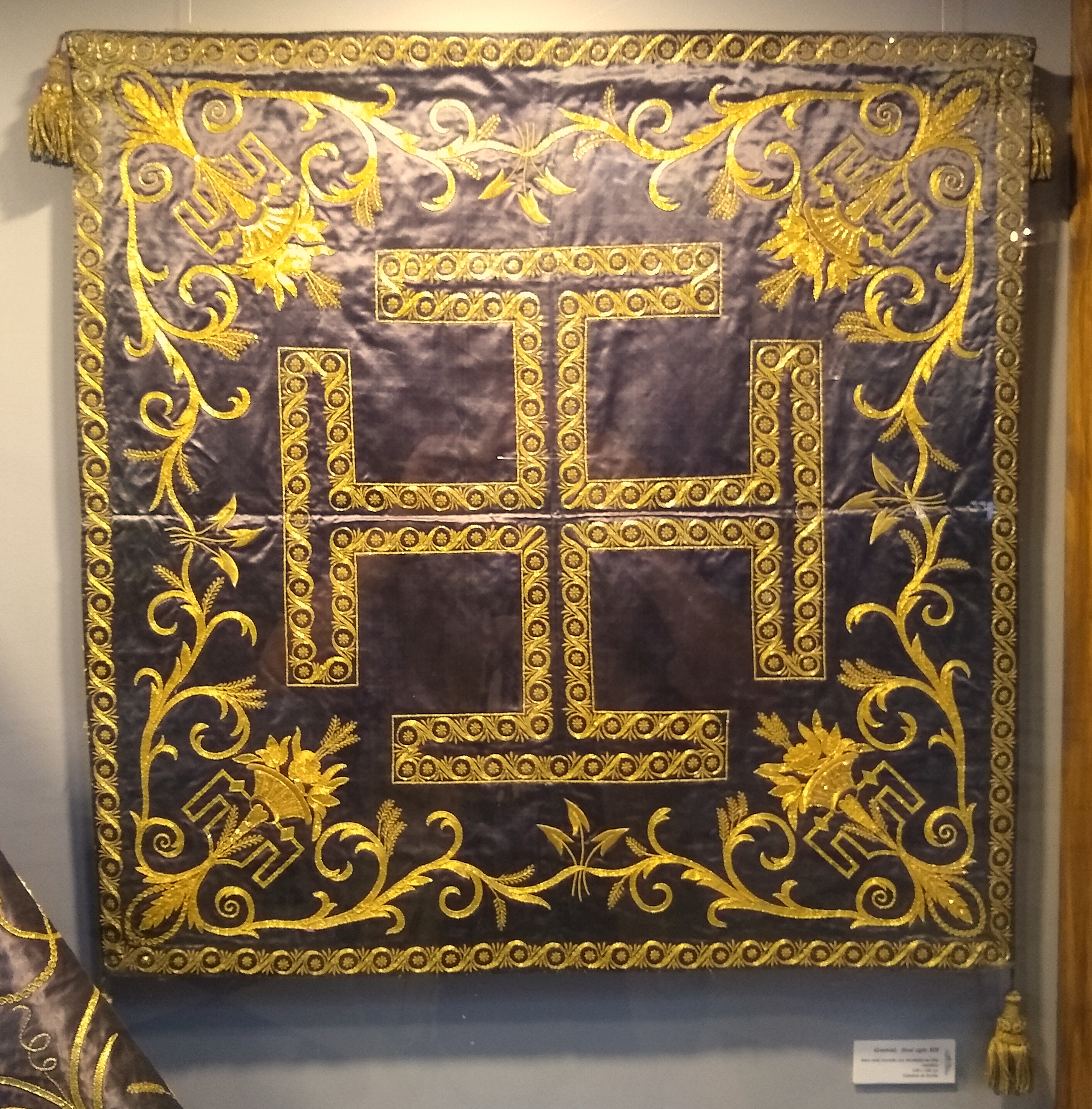
Gremiale ricamato con la croce potenziata, conservato nella cattedrale di Siviglia (XIX secolo)

Il gremiale, o grembiale, è un grembiule di stoffa di forma rettangolare o quadrata, con due lacci per essere allacciato alla vita, di foggia simile all'amitto, utilizzato dal vescovo come accessorio delle vesti liturgiche durante alcune particolari celebrazioni eucaristiche.

## Storia

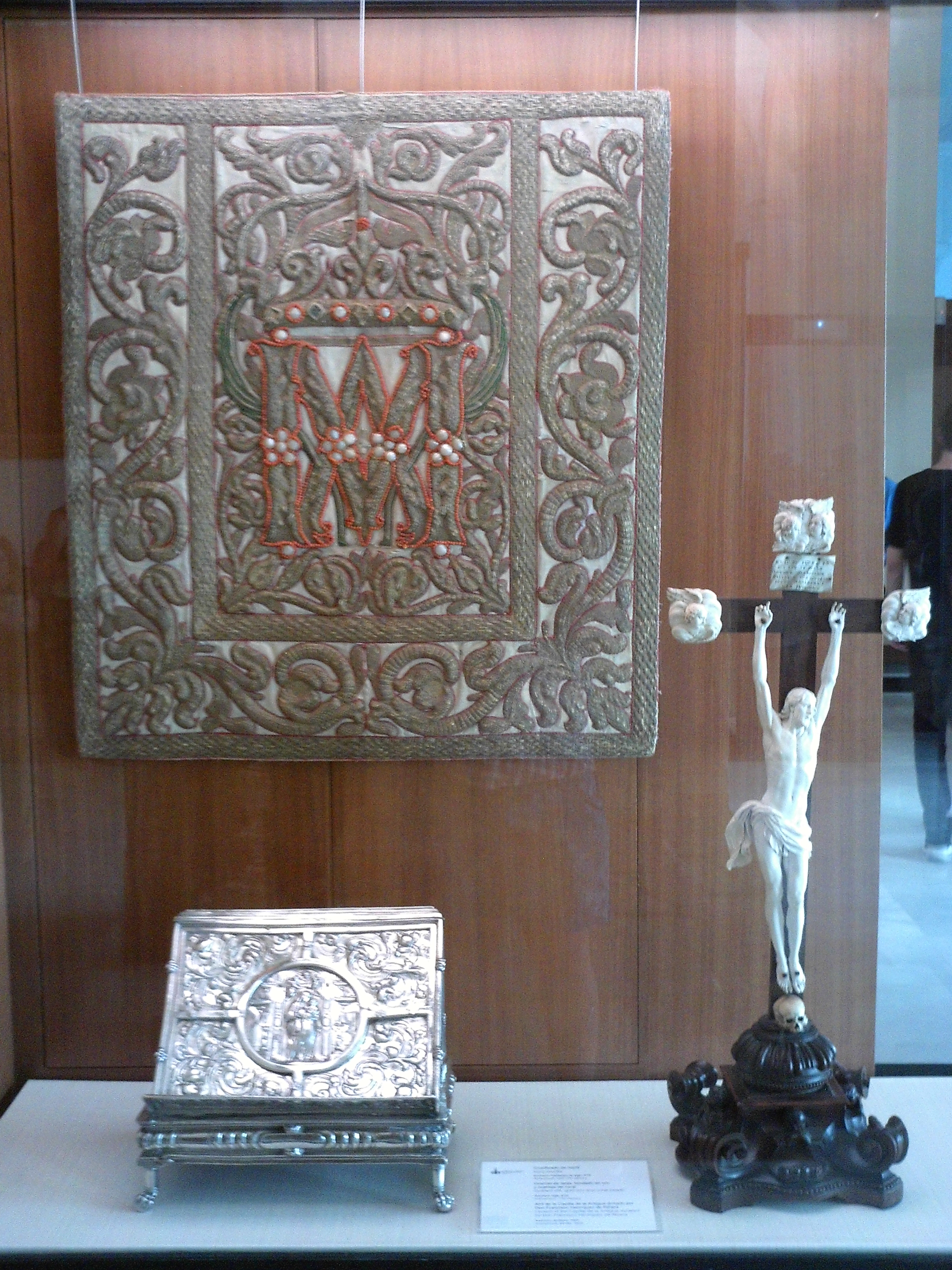
Gremiale ricamato con il monogramma mariano, conservato nella cattedrale di Siviglia (XVII secolo)

Prima di divenire un paramento di uso esclusivo dei vescovi, il gremiale aveva un uso più ampio e poteva essere indossato anche dai sacerdoti. Oggi si tratta di un semplice drappo di stoffa, mentre prima spesso si presentava riccamente ornato.

## Utilizzo

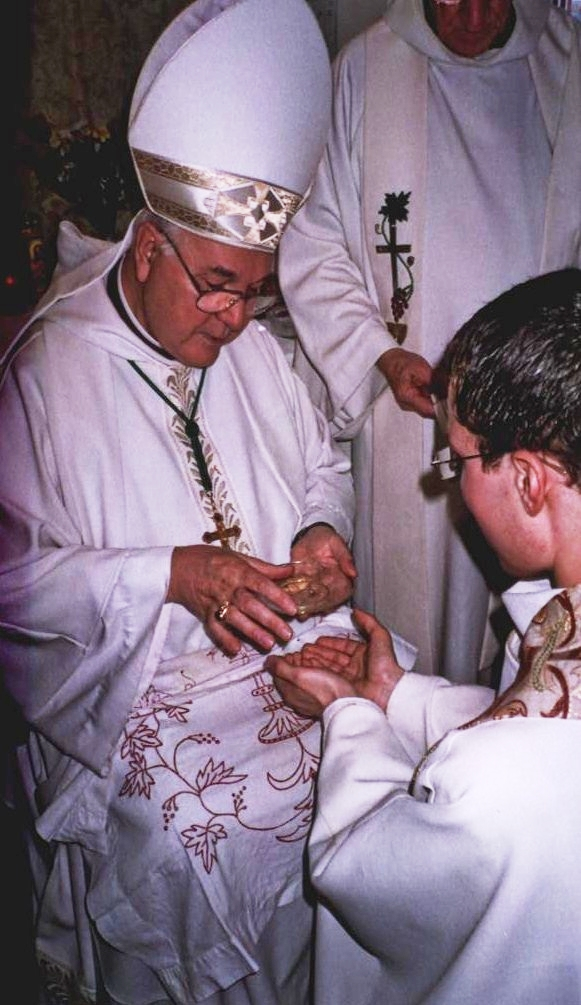
Momento dell'unzione delle mani durante il rito di ordinazione presbiterale. Si noti il gremiale ricamato posto sulle ginocchia del vescovo

Lo scopo principale del gremiale è quello di proteggere i paramenti del celebrante in occasione di particolari riti in modo tale che non si sporchino; specificamente viene usato in codeste occasioni:
- durante l'ordinazione episcopale, per proteggere i paramenti del vescovo celebrante durante l'unzione del capo e delle mani del neovescovo;
- durante l'ordinazione presbiterale, per proteggere i paramenti del vescovo celebrante durante l'unzione delle mani del neopresbitero;
- durante la consacrazione dell'altare, per proteggere i paramenti del vescovo celebrante durante l'unzione della nuova mensa eucaristica;
- durante la messa del mercoledì delle ceneri, quando il celebrante cosparge il capo dei fedeli con la cenere;
- durante la messa in Coena Domini, quando il celebrante esegue il rito della lavanda dei piedi.[5][6]

Oltre che nella Chiesa cattolica è anche tradizionalmente in uso presso la Chiesa apostolica armena.